# NGC 2399
NGC 2399 je trostruka zvijezda u zviježđu Malom psu. 

## Vanjske poveznice
- SEDS: NGC 2399